# Benchmarking
Benchmarking-ul reprezintă un proces structurat pentru compararea practicilor de lucru ale organizației cu practici similare identificate în alte organizații și implementarea celor mai bune idei în procesele proprii. Benchmarking-ul este un model de îmbunătățire a calității. În topografie, un benchmark (reper) reprezintă un semn permanent cu poziție și altitudine cunoscute. În activitățile întreprinderilor comerciale benchmarking-ul reprezintă compararea propriilor produse, servicii sau rezultate financiare cu cele ale concurenței. Noțiunea de benchmarking a fost introdusă  de Robert C. Camp în cartea sa: Benchmarking: The Search for Industry Best Practices that Lead to Superior Performance (1989) Prin efectuarea benchmarking-ului se urmărește inițierea unui proces activ de îmbunătățire a activităților, a calității în propria întreprindere.  

## Tipuri de benchmarking
Se disting următoarele tipuri:
- benchmarking intern - presupune efectuarea de comparații între departamente, sectoare, fabrici ale aceleiași companii, după ce se constată că unele dintre acestea au performanțe mai bune. Un avantaj al benchmarking-ului intern constă în faptrul că este ușor să se definească procesele comparabile, datele și informațiile sunt ușor accesibile și deseori, pe un standard comun;
- benchmarking de performanțe - compară măsurile performanțelor proprii (deseori performanțe financiare, dar și operaționale) față de cele ale concurenților direcți care produc aceleași produse sau servicii;
- benchmarking de proces constă în compararea metodelor și practicilor de efectuare a proceselor din propria companie cu cei mai buni concurenți reali, pentru a cunoaște cele mai bune procese,  în vederea îmbunătățirii proceselor proprii;
- benchmarking generic  care constă în efectuarea de comparații între diferite firme cu metode de lucru și procese similare din sectoare diferite, care prezintă cele mai ridicate performanțe;
- benchmarking funcțional efectuează comparații ale funcțiunilor proprii în raport cu servicii sau departamente exterioare din aceeași industrie sau domeniu tehnologic;
- benchmarking strategic constă în  compararea opțiunilor și dispozițiilor strategice, adoptate de alte companii , în scopul colectării de informații, pentru a îmbunătăți propria planificare și poziționare strategică.[3]

## Cheltuieli
Cele trei tipuri principale de costuri în benchmarking sunt:
- Costuri de vizitare - Aceasta include camerele de hotel, costurile de călătorie, mesele, un cadou simbol și timpul de muncă pierdut.
- Costuri de timp - Membrii echipei de benchmarking vor investi timp în cercetarea problemelor, găsind companii de studiat, vizite și implementare. Acest lucru îi va îndepărta de sarcinile lor obișnuite pentru o parte din fiecare zi, astfel încât ar putea fi nevoie de personal suplimentar.
- Costurile bazei de date benchmarking - Organizațiile care instituționalizează benchmarking-ul în procedurile lor zilnice consideră că este util să creăm și să menținem o bază de date cu cele mai bune practici și companiile asociate cu fiecare dintre cele mai bune practici acum.

Costul benchmarking-ului poate fi redus substanțial prin utilizarea numeroaselor resurse de internet care au apărut în ultimii ani. Acestea urmăresc să capteze repere și cele mai bune practici de la organizații, sectoare de afaceri și țări pentru a face procesul de comparare mult mai rapid și mai ieftin.

## Etapele procesului de benchmarking
Diferite metode de benchmarking diferă după numărul etapelor și după conținut. Se disting următoarele etape de benchmarking:
- Etapa de planificare este una dintre cele mai importante și necesită un volum de timp foarte mare. În această etapă:
  - Se alege un proces  concret pentru studiul de benchmarking. Selectarea procesului supus benchmarking-ului se poate face pe baza factorului critic de succes: preț, calitate, timp de livrare, atributele produsului, service-ul  etc.;
  - Se formează o echipă de benchmarking, cu membri competenți care posedă cunoștințe despre unitatea și procesul asupra cărora se desfășoară studiul de benchmarking. Echipa trebuie să conste din reprezentantul managerului, una sau două persoane care execută procesul și de preferat, un furnizor și un client al procesului;
  - Se studiază procesul propriu care va fi supus benchmarking-ului,  în ceea ce privește modul de desfășurare  și de măsurare a rezultatelor.
  - Se selectează organizațiile partenere de benchmarking care ar putea aplica practici mai bune.
- Etapa de colectare. Se colectează informații și date de la organizațiile partenere. Informațiile se pot obține asupra nivelului de performanță al partenerului și asupra nivelului proiectării pentru a atinge nivelul de performanță. Informațiile și datele se colectează prin utilizarea de chestionare, interviuri telefonice și/sau vizite la fața locului.
- Etapa de analizare. Obiectivele etapei de analizare sunt de a identifica lipsurile de performanță ale procesului propriu în comparație cu cel al partenerului.  Analiza presupune următoarele faze:
  - se compară datele proprii cu cele ale partenerilor, atât cele numerice cât și cele descriptive;
  - se analizează diferențele dintre performanțele proprii și cele ale partenerilor;
  - se identifică practicile care cauzează performanțe diferite.
- Etapa de adaptare. Se creează obiective pentru adaptarea procesului la condițiile  unității proprii. Se dezvoltă planuri de acțiune pentru a atinge obiectivele. Se implementează modificările și se monitorizează planurile de acțiune. Se închide studiul de benchmarking cu un raport final.
- Etapa de maturitate: cele mai bune practici ale industriei sunt total integrate în procese.

După efectuarea ultimei etape de benchmarking, urmează întocmirea unui plan de implementare, a unui plan de monitorizare a procesului precum și elaborarea raportului final al studiului de benchmarking.